# Delta Scuti
Delta Scuti (δ Sct, δ Scuti) este o stea gigantă din constelația Scutul. Cu o magnitudine aparentă vizuală de 4,72, această stea este a cincea cea mai luminoasă din constelația din care face parte. Analize făcute asupra paralaxei în timpul misiunii Hipparcos au plasat steaua la o distanță de aproximativ 202 ani-lumină de Soare. 
Denumirea de Delta Scuti a fost una ulterioară fostei denumiri de 2 Aquilae. 
Delta Scuti este o stea variabilă, fiind prototipul tipului de stele variabile Delta Scuti; Delta Scuti prezintă fluctuații ale luminozității în magnitudinea aparentă de +4,60 până la +4,79 într-o perioadă de 4,65 ore.
Această stea are doi companioni: Delta Scuti B, de magnitudine +12,2 și situat la o distanță aparentă de 15,2 secunde de arc, și Delta Scuti C, de magnitudine +9,2, situat la 53 de secunde de arc.
În 1,1 până la 1,2 milioane de ani, Delta Scuti se va apropia la circa 10 ani-lumină de Sistemul nostru Solar, și va deveni cea mai strălucitoare stea de pe cerul nocturn, atingând o magnitudine de -1,84.